# Radicaal 40
Van de in totaal 214 Kangxi-radicalen heeft radicaal 40 de betekenis dak. Het is een van de eenendertig radicalen die bestaat uit drie strepen.
In het Kangxi-woordenboek zijn er 246 karakters die dit radicaal gebruiken.

## Karakters met het radicaal 40

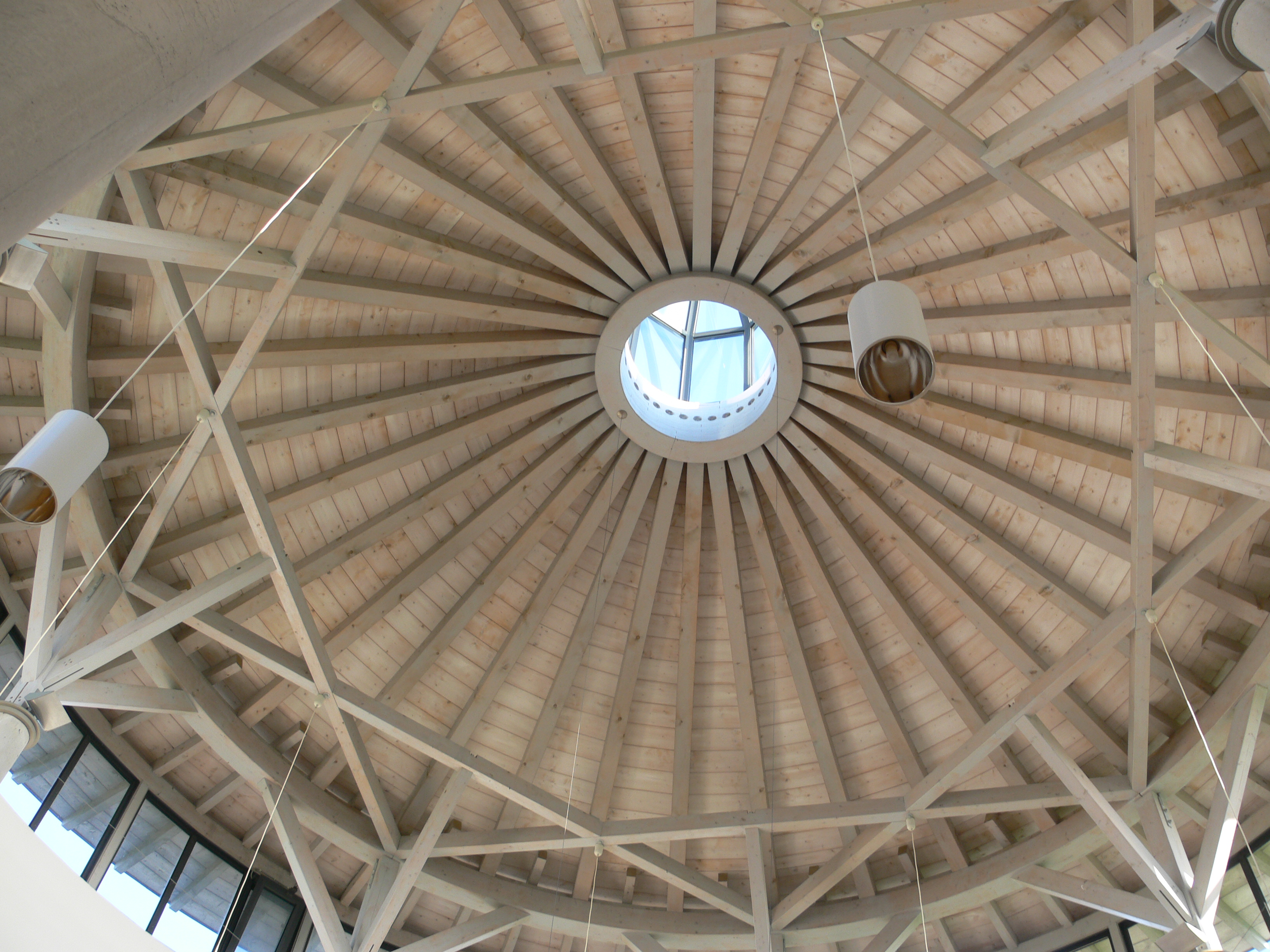
Houten dakconstructie.

| Strepen | Karakter                                                    |
| ------- | ----------------------------------------------------------- |
| + 0     | 宀                                                          |
| + 2     | 宁 宂 它 宄                                                 |
| + 3     | 宅 宆 宇 守 安                                              |
| + 4     | 宊 宋 完 宍 宎 宏 宐 宑 宒                                  |
| + 5     | 宓 宔 宕 宖 宗 官 宙 定 宛 宜 宝 实 実 宠 审                |
| + 6     | 客 宣 室 宥 宦 宨 宩 宪 宫                                  |
| + 7     | 宧 宬 宭 宮 宯 宰 宱 宲 害 宴 宵 家 宷 宸 容 宺 宻 宼 宽 宾 |
| + 8     | 宿 寀 寁 寂 寃 寄 寅 密 寇 寈                               |
| + 9     | 寊 寋 富 寍 寎 寏 寐 寑 寒 寓 寔 寕                         |
| + 10    | 寖 寗 寘 寙 寚 寛 寜 寝                                     |
| + 11    | 寞 察 寠 寡 寢 寣 寤 寥 實 寧 寨                            |
| + 12    | 審 寪 寫 寬 寭 寮                                           |
| + 13    | 寯 寰                                                       |
| + 14    | 寱 寲                                                       |
| + 16    | 寳 寴 寵                                                    |
| + 17    | 寶                                                          |
| + 18    | 寷                                                          |

Orakelbotkarakter
Bronskarakter
Groot zegelkarakter
Klein zegelkarakter